# Giuncheto
Giuncheto (en corso Ghjunchetu) es una comuna francesa del departamento de Córcega del Sur, en la colectividad territorial de Córcega.

## Demografía
| 75 | 77 | 53 | 41 | 46 | 69 | 87 | 81 |
| Para los censos de 1962 a 1999 la población legal corresponde a la población sin duplicidades (Fuente: INSEE [Consultar]) |    |    |    |    |    |    |    |